# 다이닝코드
다이닝코드는 빅데이터 관점으로 접근한 맛집 검색 서비스를 제공하는 어플이다.

## 개요
네이버, 다음, 티스토리 등 세 개 블로그 서비스를 대상으로 맛집 관련 빅데이터를 분석한다. 그리고 자체 필터링 시스템을 통해 걸러진 정보를 기반으로 맛집 랭킹을 작성해 다이닝코드 플랫폼에 노출 시킨다. 맛집의 인사이트, 유저의 형태, 광고 또는 스팸요소를 빅데이터로 파악하여 정보를 제공한다. 자체적으로 콘텐츠를 구축하는 대신 네이버, 다음, 티스토리 등 세 개 블로그 서비스를 대상으로 빅데이터를 분석해 랭킹을 매긴다.
다이닝코드는 블로그에서 각각의 단어를 추출해 의미를 파악하는 ‘텍스트마이닝’을 다이닝코드에 적용한다. 또한 카테고리, 컨셉 맛집 블로거들의 19만개 이상의 포스팅을 정리하고 개발해낸 알고리즘은 구독자가 어떤 키워드로 맛집 검색을 했는지, 그리고 어떤 내용을 중점적으로 읽는지 분석한다.